# ويليام موراي (إيرل مانسفيلد الأول)
ويليام موراي، إيرل مانسفيلد الأول (بالإنجليزية: William Murray, 1st Earl of Mansfield)‏، كان عضوًا المجلس الخاص للملكة المتحدة (بّي سي)، ودكتور في القانون المدني (إس إل) (2 مارس 1705 - 20 مارس 1793) هو محام بالقضاء العالي وسياسيّ وقاضي بريطاني اشتهر بإصلاحاته في القانون الإنجليزي. ولد في أسرة من طبقة النبلاء الاسكتلنديين، وتلقى تعليمه في بيرث، اسكتلندا، قبل أن ينتقل إلى لندن في سن الثالثة عشرة ليلتحق بمدرسة وستمنستر. قُبِلَ في كنيسة المسيح، أكسفورد، في مايو 1723، وتخرج بعد أربع سنوات. بعد عودته إلى لندن من أكسفورد، منحته جمعية لنكولن إجازة المحاماة في 23 نوفمبر 1730، وسرعان ما اكتسب سمعة محام ممتاز.
بدأ المشاركة في السياسة عام 1742، بانتخابه عضوًا في البرلمان عن بوروبريدج، الآن في ويست يوركشاير، وتعيينه محاميًا عامًا (النائب العام المساعد). وبعدم وجود نائب عام قوي، أصبح موراي المتحدث الرسمي الرئيسي باسم الحكومة في مجلس عموم المملكة المتحدة، واشتهر بـ«قدراته البلاغية العظيمة» ووُصِف بأنه «أفضل المتحدثين بلا منافس» في مجلس العموم. مع ترقية السير دادلي رايدر إلى اللورد رئيس المحكمة (قاضي القضاة) في 1754، أصبح موراي النائب العام، وعندما توفي رايدر بشكل غير متوقع بعد عدة أشهر، أخذ مكانه رئيسًا للمحكمة.
بصفته القانونيّ البريطانيّ الأكثر نفوذًا في القرن، عكست قرارات مانسفيلد عصر التنوير ودفعت البلاد إلى طريق إبطال الاسترقاق. طوَّر القانون التجاري على نحو ساعد بوضع الأمة الإنجليزية رائدًا عالميًا في الصناعة والتمويل والتجارة. وحدَّث كلًا من القانون الإنجليزي ونظام المحاكم الإنجليزية؛ فقام بترشيد نظام تقديم الدعاوى وإصلاح الطريقة التي كانت تصدر بها الأحكام لتقليل نفقات الأطراف. أُطلِق عليه لقب مؤسس القانون التجاري الإنجليزي لعمله في قضيتيّ كارتر ضد بوهيم وبيلانز ضد فان ميروب. قد يكون أكثر ما يُعرَف به موراي الآن حكمه في قضية سومرست (1772)، حيث اعتبر أن الاسترقاق لا أساس له في القانون العام ولم يُعتمد قط في القانون الوضعي (التشريع) في إنجلترا، وبالتالي فهو غير ملزمٍ قانونيًا؛ لكن هذا الحكم لم يضع نهاية للإتجار بالرقيق.

## النشأة والتعليم
ولد موراي في 2 مارس 1705، في قصر سكون في بيرثشاير، اسكتلندا، الابن الرابع بين أحد عشر طفلًا لفيكونت ستورمونت الخامس وزوجته مارغريت، اسمها قبل الزواج سكوت. كان والداه داعمين قويين لحركة اليعاقبة، وتبع أخوه الأكبر جيمس المدعي القديم (جيمس فرانسيس إدوارد ستيوارت) إلى المنفى. تغاضى معاصري عائلة موراي عن تعاطفهم مع حركة اليعاقبة، وزعموا أنه تلقى تعليمه في مدرسة ليتشفيلد جرامر سكول مع العديد من الأعضاء الآخرين في القضاء الإنجليزي. لم يكن هذا صحيحًا، إذ تلقى موراي تعليمه في مدرسة بيرث جرامر سكول، حيث تعلم اللغة اللاتينية، وقواعد اللغة الإنجليزية، ومهارات كتابة المقالات. قال لاحقًا أن هذا كان ذو فائدة كبيرة له في الجامعة، حيث كان الطلاب الذين درسوا في إنجلترا قد تعلموا اللغتين اليونانية واللاتينية، ولكن ليس كيفية الكتابة بشكل صحيح باللغة الإنجليزية. أثناء وجوده في مدرسة بيرث جرامر سكول، أصبح من الواضح أن موراي ذكيٌ بشكل استثنائيّ، فقرر والده وأخوه الأكبر جيمس عام 1718 إرساله إلى مدرسة وستمنستر، التي كان جيمس يعرف عميدها فرانسيس أتربري. كانت المسافة من بيرث إلى لندن نحو 400 ميل (640 كم)، واستغرقت رحلة موراي 54 يومًا. ازدهر موراي في وستمنستر وأصبح الطالب الحاصل على منحة الملك في 21 مايو 1719.
قُبِل موراي في كنيسة المسيح، أكسفورد، بعد اختبار في مايو 1723، والذي سجل فيه درجات أعلى من أي طالب آخر حاصل على منحة الملك في ذلك العام. قُبِل طالبًا عامًا في 15 يونيو 1723، وسُجل في 18 يونيو؛ تقول السجلات أنه جاء من باث بدلًا من بيرث، لأن الشخص الذي يسجل أسماء الطلاب الجدد لم يتمكن من فهم لهجته الاسكتلندية. كان شقيق موراي الأكبر جيمس محاميًا بالقضاء العالي في اسكتلندا، وقررت عائلته أن مهنة المحاماة بالقضاء العالي هي الأفضل له. كانت نقابة المحامين الاسكتلنديين في ذلك الوقت مكتظّة، ما جعل من الصعب على المحامي الشاب بناء سمعة، ولكن التأهل لعضوية نقابة المحامين الإنجليز كان مكلفًا للغاية. بفضل رعاية توماس فولي، البارون الأول فولي، الذي منح موراي 200 جنيه إسترليني سنويًا ليعيش عليها، كان بإمكان موراي أن يدرس لعضوية نقابة المحامين، ويصبح عضوًا في جمعية لينكولن في 23 أبريل 1724.
بعد وفاة جورج الأول ملك بريطانيا العظمى في 11 يونيو 1727، دخل موراي مسابقة لكتابة قصيدة باللاتينية بعنوان «وفاة الملك» وفاز بها. اعتُبرت فعلته هذه إظهارًا للدعم لبيت هانوفر والوضع السياسي الراهن، وهو ما كان أمرًا غريبًا بالنظر إلى تعاطف عائلته القوي مع حركة اليعاقبة. ربما فعل موراي ذلك لأنه، ولعدم وجود دخل خاص به، كان يرغب في الحصول على رعاية تساعده على التقدم سياسيًا. كان المتسابق الآخر وليام بيت الأكبر، والذي كان منافسًا دائمًا لموراي حتى وفاته –وفاة بيت- عام 1778. هناك القليل من المعلومات حول الوقت الذي قضاه موراي في أكسفورد؛ من المعروف أنه درس التاريخ القديم والحديث، وأصبح متقنًا للغة الفرنسية واكتسب فهمًا جيدًا للقانون الروماني. كما أصبح متقنًا للغة اللاتينية، إذ ترجم أعمال شيشرون إلى اللغة الإنجليزية ثم إلى اللاتينية مرة أخرى. حصل على درجة بكالوريوس الآداب عام 1727، وسافر إلى لندن للتدريب على وظيفة محام بالقضاء العالي.

## حياته العائلية

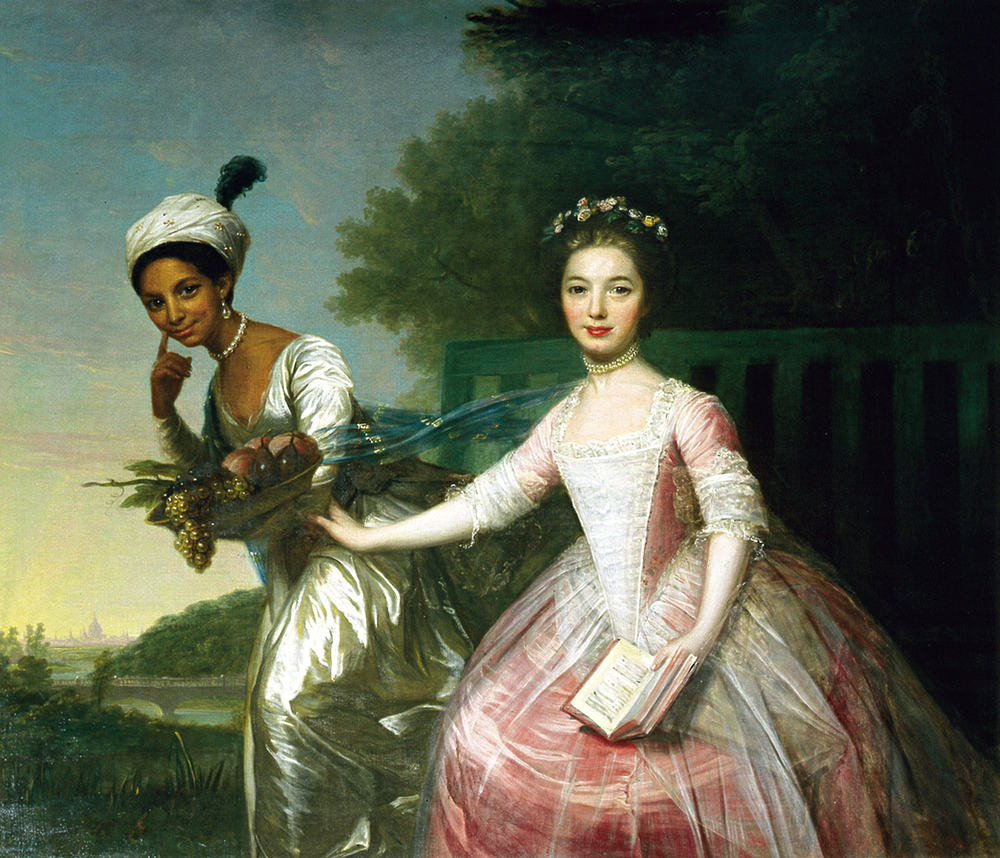
صورة لديدو إليزابيث بيل (1761-1804) وابنة عمها الليدي إليزابيث موراي (1760-1825). الأصل موجود في قصر سكون، بيرثشاير، اسكتلندا.

تزوج موراي من إليزابيث فينش. لم يكن لديهما أطفال فقاما برعاية ابنة أخت موراي، لايدي إليزابيث موراي (من مواليد 1760)، بعد وفاة والدتها. عندما عاد الكابتن السير جون ليندسي ابن شقيق مانسفيلد إلى بريطانيا عام 1765 من مهمته في جزر الهند الغربية بعد حرب السنوات السبع، أحضر معه ابنته إليزابيث التي ولدت في الرّق عام 1761، من أصل نصف أفريقي ابنةً لماريا بيل، وهي امرأة من الرقيق. طلب ليندسي من موراي أن يتولى رعايتها وتعليمها، وعُمِّدت إليزابيث باسم ديدو إليزابيث بيل عام 1766 في لندن.

## مناصب
تولى منصب المتحدث باسم مجلس اللوردات (فبراير 1783–23 ديسمبر 1783)
- مستشار الخزانة (5 أبريل 1757–8 أبريل 1757)
- Lord Chief Justice of England and Wales [الإنجليزية]‏ (8 نوفمبر 1756–4 يونيو 1788)
- النائب العام لإنجلترا وويلز [الإنجليزية]‏ (6 مارس 1754–8 نوفمبر 1756)
- النائب العام لإنجلترا وويلز [الإنجليزية]‏ (حتى 6 مارس 1754)
- عضو مجلس الشعب في برلمان بريطانيا العظمى

## روابط خارجية
- ويليام موراي على موقع الموسوعة البريطانية (الإنجليزية)